# Amos Valentin Anderson

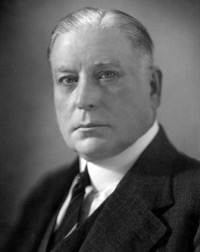
Amos Valentin Anderson, um 1940

Amos Valentin Anderson (* 3. September 1878 in Kimito; † 2. April 1961 in Dragsfjärd) war ein finnischer Verleger und Kunstsammler.

## Leben
Anderson stammte aus einfachen Verhältnissen. Nach dem Besuch der Volksschule absolvierte er eine Handelsschule. Seine Ausbildung setzte er dann in Göttingen und London fort, wo er Volkswirtschaft und Versicherungswesen studierte. Er kehrte nach Finnland zurück und gab eine Versicherungszeitschrift heraus. Im Jahr 1906 begründete er die Wirtschaftszeitschrift Mercator. 1909 gründete er eine gleichnamige Druckerei. Er betätigte sich dann in weiteren Gebieten der graphischen Industrie. Im Jahr 1916 wurde er Mehrheitseigentümer der Druckerei Tilgman. 1920 übernahm er die Zeitung Hufvudstadsbladet, deren Chefredakteur er von 1928 bis 1936 wurde.
Der so zu Vermögen gekommene Anderson betätigte sich als Mäzen. In besonderer Weise unterstützte er die Åbo Akademi in Turku und finanzierte Ende 1920er zum Teil den Bau der Kunsthalle Helsinki. In den 1930er Jahren ermöglichte er die Restaurierung der mittelalterlichen Kirchen von Pargas, Kimito und Turku sowie die Renovierung des schwedischen Theaters in Helsinki.
1927 erwarb er das auf seiner Heimatinsel Kimito gelegene Gut Söderlångvik. Es umfasst eine Fläche von 6000 Hektar mit einer Küstenlinie von 100 Kilometern.
Anderson verfasste das Mysterienspiel Vallis Gratiae und ein in mehrere Sprachen übersetztes Werk über die mittelalterliche Kirchenkunst Finnlands. Er hatte einen maßgeblichen Anteil bei der Gründung des Finnischen Instituts in Rom und beim Erwerb der als Institutssitz dienenden Villa Lante auf dem Gianicolo-Hügel.
Er hinterließ keine direkten Erben. Sein umfangreiches Vermögen gelangte an die 1940 von ihm gegründete Stiftung Föreningen Konstamfundet. Zur Stiftung gehörten neben Immobilien auch Unternehmensbeteiligungen, wie das Hufvudstadsbladet und am Warenhaus Stockmann, über das Beteiligungen an diversen weiteren Unternehmen bestanden. In seinem ehemaligen Privathaus ist das Amos Anderson Kunstmuseum untergebracht.